# ジャック・アミヨ

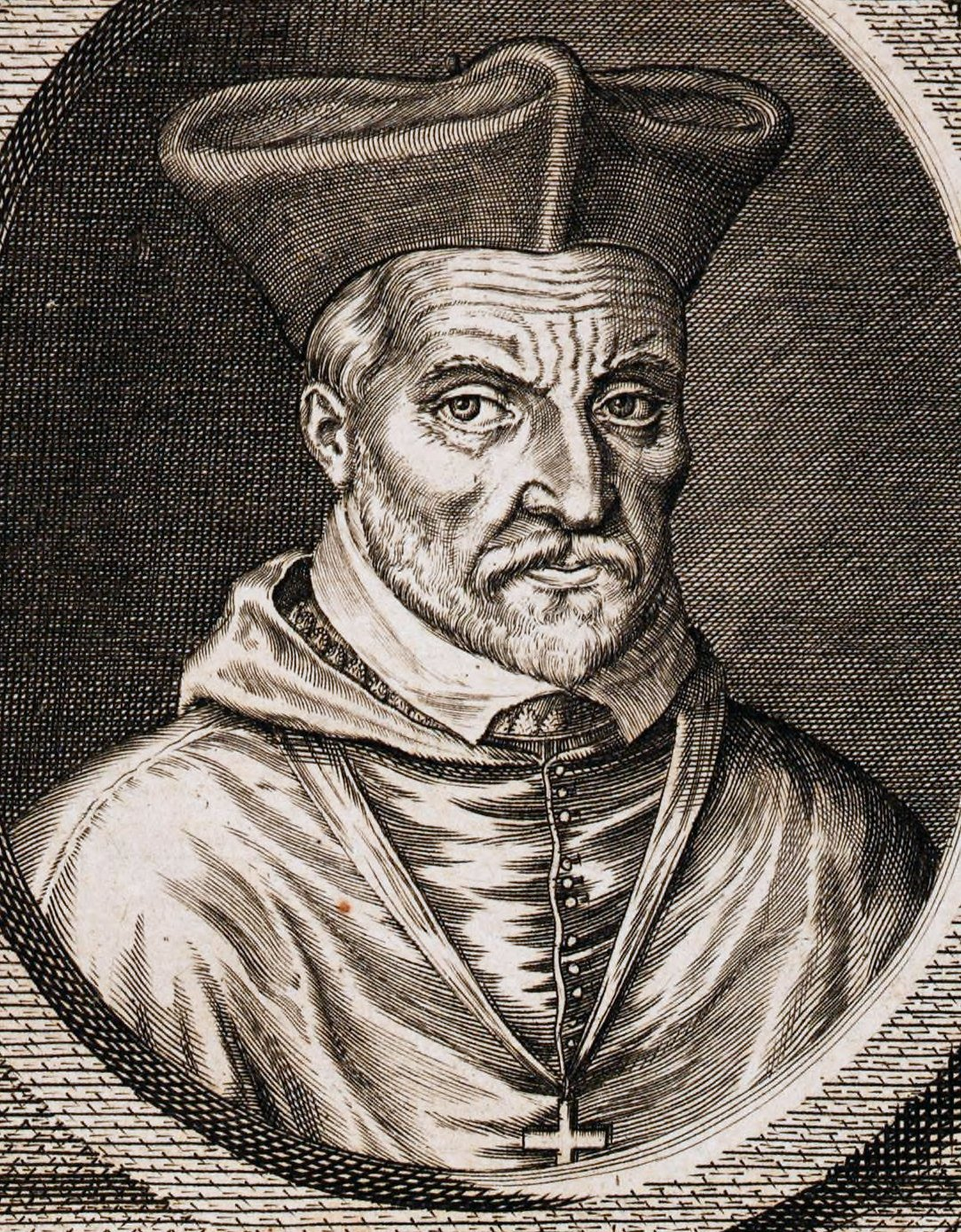
ジャック・アミヨ

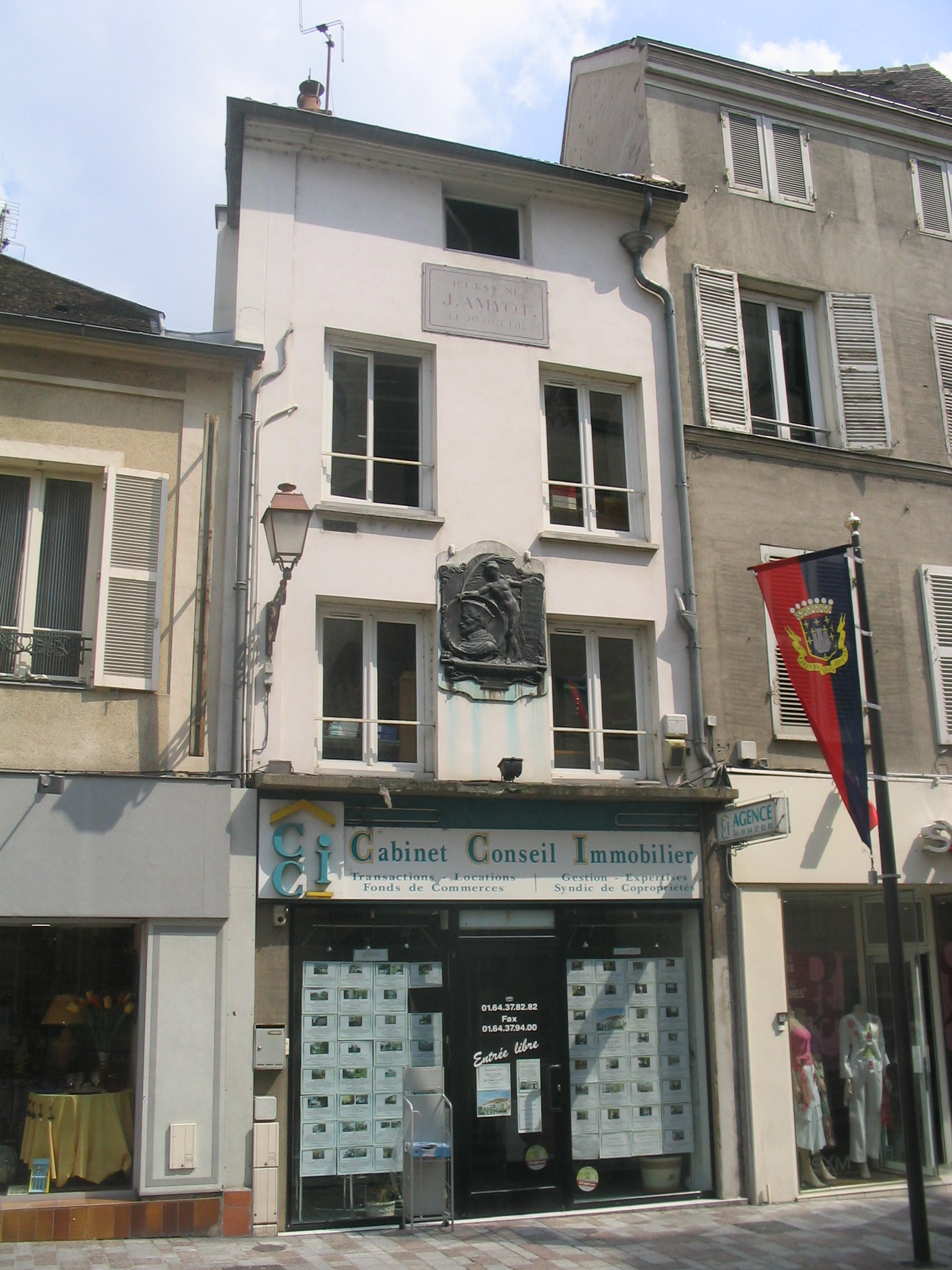
ムランにあるアミヨの生家

ジャック・アミヨ（Jacques Amyot, 1513年10月30日 – 1593年2月6日）は、フランス・ルネサンス期の翻訳家、人文主義者。プルタルコスの仏訳で名高い。

## 人物・来歴
ムランの貧しい家庭に生まれた。16歳でパリ大学に進学、19歳で修士。1535年、ギリシア語の学識を買われ、ブールジュで国王高官の子息の教育係として迎えられた。翌年マルグリット・ド・ヴァロワの仲立ちにより、ブールジュ大学でラテン語とギリシア語を講じる。この頃ソポクレスやエウリピデスなどのギリシア悲劇を訳し始め、プルタルコス『対比列伝』の部分訳が国王フランソワ1世に評価され、1547年ベロザンヌ大修道院長に任命された。1548年から4年間イタリアに滞在し、プルタルコスの原典研究など、文献調査に取り組んだ。1554年ディオドロスの歴史書の翻訳を国王アンリ2世に献上し、その王子、のちのシャルル9世とアンリ3世の教育係に任じられた。1559年『対比列伝』訳が17年の歳月を経て完成、出版される。1560年シャルル9世の即位とともに宮中司祭に、1570年オセールの司教に就任、貧しい出自ながら国王の庇護のもとで栄達を重ねた。晩年はユグノー戦争で国王側の人間として攻撃を受け、零落の一途をたどった。

## 訳業
通俗語として軽んじられていたフランス語を洗練させて用い、敬遠されがちだったギリシア古典を翻訳、広く普及させた。度量衡の単位や役職を当時のフランスのものに置き換えるなど、翻案の側面があり、毀誉褒貶相半ばしたが、フランス文化に及ぼした影響は大きい。主な訳業として1547年ヘリオドロス『エティオピア物語』、1554年ディオドロスの歴史書、1559年ダフニスとクロエ、1572年プルタルコス『倫理論集』などがある。1559年に完訳した『対比列伝』は、モンテーニュらに影響を与えたほか、1579年にトマス・ノースが英語に重訳し、シェイクスピアの古代史劇『ジュリアス・シーザー』『アントニーとクレオパトラ』『コリオレイナス』に活かされた。